# Rejon nowosanżarski
Rejon nowosanżarski – dawna jednostka administracyjna wchodząca w skład obwodu połtawskiego Ukrainy.
Powstał w 1923. Miał powierzchnię 1300 km² i liczył około 40 tysięcy mieszkańców. Siedzibą władz rejonu były Nowi Sanżary.
Zlikwidowany w 2020 roku ramach reformy decentralizacyjnej na Ukrainie. Jego ziemie weszły w skład nowego rejonu połtawskiego.
W skład rejonu wchodzodziło: 1 osiedlowa rada oraz 28 silskich rad, obejmujących 78 wsi.